# Helmut Klingenschmid
Helmut Klingenschmid (1954) è un ex sciatore alpino austriaco.

## Biografia
Sciatore polivalente, Klingenschmid vinse la medaglia d'argento nella combinata ai Campionati austriaci 1975, disputata tra il 13 febbraio e il 4 aprile ad Altenmarkt-Zauchensee e a Zell am See; non prese parte a rassegne olimpiche e non ottenne piazzamenti in Coppa del Mondo o ai Campionati mondiali.

## Palmarès

### Campionati austriaci
- 1 medaglia:
  -  1 argento (combinata nel 1975)[senza fonte]